# Bram van den Berg
Pour les articles homonymes, voir van den Berg.
Bram van den Berg, né le 29 septembre 1982 à Wamel, est un batteur néerlandais. Depuis 2019, il est membre du groupe pop Krezip, dont il faisait déjà partie de 2004 jusqu'à la séparation du groupe en 2009.

## Carrière

### Jeunesse
Bram van den Berg est né dans le village gueldre de Wamel. Il fréquente l'école primaire De Terebint et a joué au football au club Unitas'28. À l'âge de huit ans, il s'installe à Giekerk avec sa famille. Il reçoit sa première batterie pour son 11e anniversaire. Il lit des informations sur la Fontys Rockacademie (nl) à Tilburg dans le journal et décide de s'inscrire. Bram Van den Berg y étudie de 2000 à 2004. En 2001, il commence à jouer dans son premier groupe, One In A Million,.

### Krezip 2005-2009

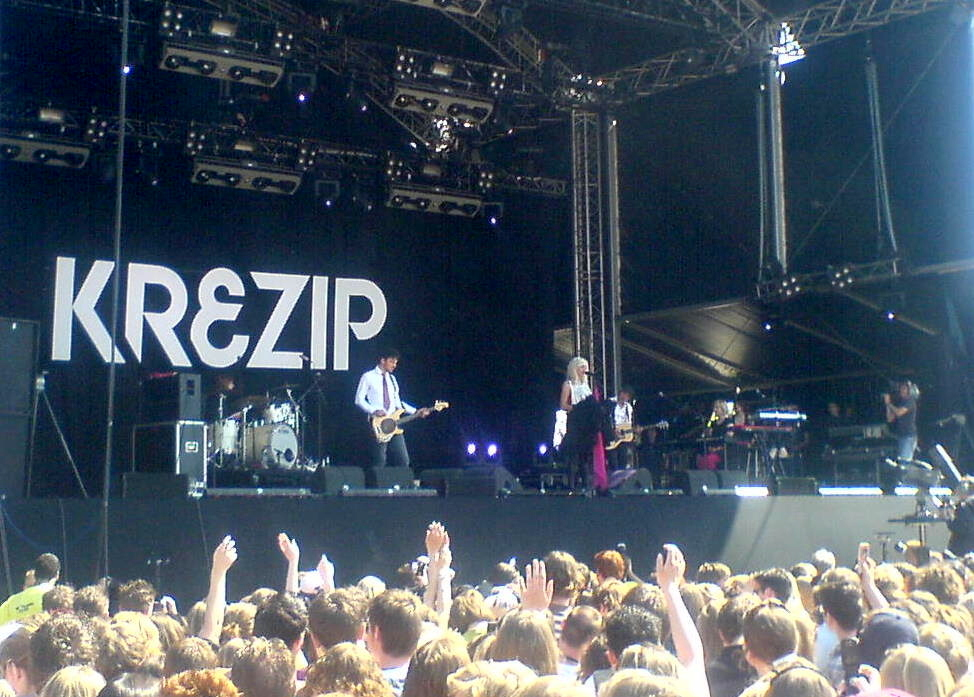
Bram van den Berg à la batterie avec Krezip en 2008.

En 2004, Bram van den Berg succède à Thijs Romeijn en tant que batteur du groupe Krezip. Le 1er janvier 2005, il joue son premier concert. Cette année là, le groupe rejoint le label Sony BMG et sort l'album What Are You Waiting For et plusieurs singles, tels que Out Of My Bed, Don't Crush Me et Same Mistake. Cette dernière chanson fait partie de la bande originale de Het Schnitzelparadijs, un film de Martin Koolhoven sorti en 2005.
Le premier succès de Bram van den Berg avec Krezip est Plug It In & Turn Me On sorti en 2007, qui atteint la 21e place du Top 40. À la fin de cette année-là, le groupe sort la chanson All My Life. Cette chanson devient un hit et est pendant un certain temps le disque le plus écouté à la radio néerlandaise. Dans le Top 40 néerlandais, le single atteint la septième place. Au printemps 2008, sort le single Everybody's Gotta Learn Sometime, une reprise du groupe The Korgis, tirée de la bande originale du film néerlandais Alles is Liefde. L'album Plug It In vaut un disque d'or à Krezip.
Le 2 octobre 2008, Krezip annonce sur la station de radio 3FM qu'ils se séparent. Leurs dernières représentations a lieu les 26 et 27 juin 2009 au Heineken Music Hall d'Amsterdam. Sweet Goodbyes est le dernier single de Krezip.

### 2009-2019
Après Krezip, Bram van den Berg joue entre autres avec VanVelzen. Il travaille également avec des artistes tels que Janne Schra (nl) et sort également des disques avec ses autres groupes Drive Like Maria et Guild of Stags (nl),,,.

### Krezip 2019-présent
Après leur séparation officielle, les membres de Krezip continuent de se voir, entre autres lors de dîners chez Bram van Den Berg. Au cours d'une de ces soirées, Bram van den Berg suggère l'idée de refaire de la musique ensemble. Le groupe travaille alors secrètement sur un retour à Tilburg. Fin janvier 2019, la reformation de Krezip est annoncée. Ils jouent au Pinkpop 2019 ainsi que lors de deux concerts au Ziggo Dome. En plus de ces performances, le groupe joue également en tant que soutien pour Queen pendant cette période. Le 29 janvier, ils jouent leur nouveau single Lost Without You (nl) dans l'émission télévisée De Wereld Draait Door (nl). Le 8 juin 2019, sort le deuxième nouveau single How Would You Feel.

### U2
Lors d'une série de concerts à Las Vegas à l'automne 2023, Bram van den Berg a remplacé le batteur du groupe irlandais U2. Larry Mullen Jr. a subi une intervention chirurgicale en début d'année et doit rester convalescent pour les mois suivants.